# Robin Beck
Robin Beck (Brooklyn, 7 novembre 1954) è una cantante statunitense.

## Carriera
A inizio carriera ha lavorato come corista per Melissa Manchester, Chaka Khan e altri. Nel 1979 è stato pubblicato il suo primo album, a cui hanno partecipato tra gli altri Irene Cara e Luther Vandross. Ha avuto successo soprattutto intorno alla fine degli anni '80 con il brano First Time. Nello stesso periodo ha pubblicato le cover di Save Up All Your Tears e Hide Your Heart di Bonnie Tyler.
Negli anni '90 ha continuato a incidere e pubblicare album, che hanno riscontrato moderato successo in Paesi come Germania, Austria e Svizzera. Nel 1998 è apparsa nell'album Tornerò del cantante italiano Pupo. Nel 2006 ha collaborato con il gruppo di musica dance svedese Sunblock per il rifacimento del singolo First Time.

## Discografia

### Album
- 1979 - Sweet Talk
- 1989 - Trouble or Nothin'
- 1992 - Human Instinct
- 1994 - Can't Get Off
- 2003 - Wonderland
- 2005 - Do You Miss Me
- 2007 - Livin' on a Dream
- 2011 - The Great Escape
- 2013 - Underneath
- 2017 - Love Is Coming